# Kirk (DaBaby)
Kirk è il secondo album in studio del rapper statunitense DaBaby, pubblicato il 27 settembre 2019 dalla Interscope Records.

## Copertina
La copertina mostra DaBaby da bambino, seduto sulle ginocchia di suo padre.

## Accoglienza
| Recensione        | Giudizio |
| ----------------- | -------- |
| Album of the Year | 69/100   |
| Metacritic        | 74/100   |
| AllMusic          | [ 9 ]    |
| Consequence       | B-       |
| Highsnobiety      | [ 11 ]   |
| HipHopDX          | 3.9/5    |
| NME               | [ 13 ]   |
| Pitchfork         | 7.6/10   |
| Rolling Stone     | [ 15 ]   |

Kirk ha ricevuto recensioni generalmente positive da parte della critica specialista. Metacritic, ha assegnato un punteggio medio di 74 su 100, basato su sette recensioni. Danny Schwartz di Rolling Stone ha affermato che "quest'album dimostra perché DaBaby è uno dei migliori artisti emergenti". Per NME, invece, Kyann-Sian Williams afferma che "sebbene questo disco sia emozionante, anche Kirk ha usato elementi musicali come hit-hats e sintetizzatori ripetitivamente."

## Tracce
1. Intro – 2:52 (testo: Jonathan Kirk, De'Juane Dunwood – musica: DJ K.i.D)
2. Off the Rip – 1:55 (testo: Kirk, Anthony Mosley – musica: Sean Da Firzt)
3. Bop – 2:39 (testo: Kirk,  Anton Mendo, Tahj Morganì – musica: Starboy, jetsonmade)
4. Vibez – 2:24 (testo: Kirk, Dondre Moore, Jasper Harris, Morgan – musica: Lil Uno, Neeko Baby, Jasper Harris, jatsonmade)
5. Pop Star (feat. Kevin Gates) – 3:03 (testo: Kirk, Kevin Gilyard, Alex Petit, Mathias Liyew – musica: Ambezza, CashMoneyAP)
6. Gospel (feat. Chance the Rapper, Gucci Mane, YK Osiris) – 3:34 (testo: Kirk, Khaleel Griffin, Mantiz, Morgan, Osiris Williams, Radric Davis, Chancellor Bennett – musica: Mantiz, 1st Class, jetsonmade)
7. iPhone (feat. Nicki Minaj) – 3:11 (testo: Kirk, Ross Portaro, Onika Maraj – musica: SethInTheKitchen)
8. Toes (feat. Lil Baby, Moneybagg Yo) – 2:16 (testo: Kirk, Kenneth Blume III, Jeremy Ruzumna, Jared Scharff, Joseph Karnes, Demario White, Jr, Dominique Jones – musica: Queen Sixties, Kenny Beats)
9. Really (feat. Stunna 4 Vegas) – 2:19 (testo: Kirk, Khalick Caldwell, Portaro – musica: SethInTheKitchen)
10. Prolly Heard – 2:23 (testo: Kirk, Liyew, Myles Moraites, Ernesto Shaw – musica: Ambezza, Flip_00, Myls William, DJ Clue)
11. Raw Shit (feat. Migos) – 3:36 (testo: Kirk, Mendo, Melissa Keklak, Julien Anderson, Tahj Money, Kirsnick Ball, Kiari Cephus, Quavious Marshall – musica: Starboy, Tahj Money)
12. There He Go – 2:23 (testo: Kirk, Dez Wright, London Holmes – musica: Dez Wright, London on da Track)
13. XXL – 2:33 (testo: Kirk, Producer 20 – musica: Producer 20)

Durata totale: 35:08

## Formazione
Musicisti
- DaBaby – voce
- Kevin Gates – voce aggiuntiva (traccia 5)
- Chance the Rapper – voce aggiuntiva (traccia 6)
- Gucci Mane – voce aggiuntiva (traccia 6)
- YK Osiris – voce aggiuntiva (traccia 6)

- Nicki Minaj – voce aggiuntiva (traccia 7)
- Lil Baby – voce aggiuntiva (traccia 8)
- Moneybagg Yo  – voce aggiuntiva (traccia 8)
- Stunna 4 Vegas – voce aggiuntiva (traccia 9)
- Migos  – voce aggiuntiva (traccia 11)

Produzione
- Elton Chueng – mastering
- Kevin "Black Pearl" McCloskey – missaggio
- Danny Hurley – assistenza al missaggio
- DJ Kid – produzione (traccia 1) e ingegneria della registrazione (tracce 1-5, 9, 10)
- Xavier Daniel – ingegneria della registrazione (traccia 6)
- Thurston McCrea – ingegneria della registrazione (tracce 8, 11)
- Todd Bergman – ingegneria (Lil Baby) (traccia 8)[19]
- Rodolfo Cruz – ingegneria della registrazione (traccia 11)
- Andrew Grossman – ingegneria della registrazione (traccia 12)
- Corey "Willy Frank" Wright – ingegneria della registrazione (traccia 13)
- Chris West – assistenza al missaggio (tracce 1, 6-8, 12)
- Aubry "Big Juice" Delaine – ingegneria (traccia 7)
- Sean Da Firtz – produzione (traccia 2)
- JatsonMade – produzione (tracce 3-5)
- Starboy – produzione (traccia 3)
- Neeko Baby – produzione (traccia 4)

- Jasper Harris – produzione (traccia 4)
- CashMoneyAP – produzione (traccia 5)
- Ambezza – produzione (tracce 5, 10)
- 1st Class – produzione (traccia 6)
- Mantiz – produzione (traccia 6)
- SethInTheKitchen – produzione (tracce 7, 9)
- Kenny Beats – produzione (traccia 8)
- Queen Sixties – produzione (traccia 8)
- DJ Clue – produzione (traccia 10)
- Flip_00 – produzione (traccia 10)
- Myles William – produzione (traccia 10)
- Tahj Money – produzione (traccia 11)
- London on da Track – produzione (traccia 12)
- Dez Wright – produzione (traccia 12)
- Producer 20 – produzione (traccia 12)

## Classifiche

### Classifiche settimanali
| Classifica (2019-20) | Posizione massima |
| -------------------- | ----------------- |
| Australia            | 11                |
| Austria              | 57                |
| Belgio (Fiandre)     | 31                |
| Belgio (Vallonia)    | 80                |
| Canada               | 2                 |
| Danimarca            | 19                |
| Finlandia            | 15                |
| Germania             | 98                |
| Irlanda              | 17                |
| Italia               | 81                |
| Lettonia             | 27                |
| Lituania             | 5                 |
| Norvegia             | 10                |
| Paesi Bassi          | 15                |
| Regno Unito          | 24                |
| Stati Uniti          | 1                 |
| Svezia               | 27                |
| Svizzera             | 40                |

### Classifiche di fine anno
| Classifica (2019) | Posizione |
| ----------------- | --------- |
| Stati Uniti       | 104       |
| Classifica (2020) | Posizione |
| Belgio (Fiandre)  | 176       |
| Canada            | 44        |
| Islanda           | 53        |
| Stati Uniti       | 19        |
| Classifica (2021) | Posizione |
| Stati Uniti       | 168       |